# تکیده‌دم گوناگون
تکیده‌دم گوناگون یا تکیده‌دم آبی Jalmenus inous، پروانه‌ای از خانواده گرگ‌پروانگان (Lycaenidae) و بومی در ساحل غربی استرالیا است.
بازه بال حدود ۳۰ میلی‌متر است.